# Ischnocnema
Ischnocnema (лат.) — род бесхвостых земноводных из семейства короткоголовов, обитающих в Южной Америке. Большинство представителей ранее относили к листовым лягушкам.

## Этимология
Родовое название происходит от греч. ischnos — «тонкий», «слабый» и греч. kneme — «икра ноги», и указывает на слабые икроножные мышцы данных лягушек.

## Описание
Общая длина представителей рода колеблется от 16 до 54 мм. Есть грудина, пресакральных позвонков — восемь. Верхняя челюсть с зубами. Последние фаланги пальцев Т-образные.

## Распространение
Род широко распространён в прибрежных лесах на атлантическом побережье востока Бразилии, а также в лесах араукарии на крайнем юго-востоке Бразилии и севере Аргентины.

## Классификация
На январь 2023 года в род включают 39 видов:
- Ischnocnema abdita  Canedo and Pimenta, 2010
- Ischnocnema bocaina  Taucce, Zaidan, Zaher, and Garcia, 2019
- Ischnocnema bolbodactyla  (Lutz, 1925)
- Ischnocnema colibri  Taucce, Canedo, Parreiras, Drummond, Nogueira-Costa, and Haddad, 2018
- Ischnocnema concolor  Targino, Costa, and Carvalho-e-Silva, 2009
- Ischnocnema crassa  Silva-Soares, Ferreira, Ornellas, Zocca, Caramaschi, and Cruz, 2021
- Ischnocnema epipeda  (Heyer, 1984) — Почвенная листовая лягушка
- Ischnocnema erythromera  (Heyer, 1984) — Краснобёдрая листовая лягушка
- Ischnocnema feioi  Taucce, Canedo, and Haddad, 2018
- Ischnocnema garciai  Taucce, Canedo, and Haddad, 2018
- Ischnocnema gehrti  (Miranda-Ribeiro, 1926)
- Ischnocnema gualteri  (Lutz, 1974) — Медноглазая листовая лягушка
- Ischnocnema guentheri  (Steindachner, 1864) — Листовая лягушка Гюнтера
- Ischnocnema henselii  (Peters, 1870)
- Ischnocnema hoehnei  (Lutz, 1958)
- Ischnocnema holti  (Cochran, 1948)
- Ischnocnema izecksohni  (Caramaschi and Kisteumacher, 1989)
- Ischnocnema juipoca  (Sazima and Cardoso, 1978)
- Ischnocnema karst  Canedo, Targino, Leite, and Haddad, 2012
- Ischnocnema lactea  (Miranda-Ribeiro, 1923)
- Ischnocnema manezinho  (Garcia, 1996)
- Ischnocnema melanopygia  Targino, Costa, and Carvalho-e-Silva, 2009
- Ischnocnema nanahallux  Brusquetti, Thome, Canedo, Condez, and Haddad, 2013
- Ischnocnema nasuta  (Lutz, 1925) — Узкоголовая листовая лягушка
- Ischnocnema nigriventris  (Lutz, 1925) — Чернобрюхая листовая лягушка
- Ischnocnema octavioi  (Bokermann, 1965)
- Ischnocnema oea  (Heyer, 1984)
- Ischnocnema paranaensis  (Langone and Segalla, 1996)
- Ischnocnema parnaso  Taucce, Canedo, Parreiras, Drummond, Nogueira-Costa, and Haddad, 2018
- Ischnocnema parva  (Girard, 1853) — Малая листовая лягушка
- Ischnocnema penaxavantinho  Giaretta, Toffoli, and Oliveira, 2007
- Ischnocnema pusilla  (Bokermann, 1967)
- Ischnocnema randorum  (Heyer, 1985)
- Ischnocnema sambaqui  (Castanho and Haddad, 2000)
- Ischnocnema spanios  (Heyer, 1985)
- Ischnocnema surda  Canedo, Pimenta, Leite, and Caramaschi, 2010
- Ischnocnema venancioi  (Lutz, 1958) — Прибрежная листовая лягушка
- Ischnocnema verrucosa  (Reinhardt and Lutken, 1862)
- Ischnocnema vizottoi  Martins and Haddad, 2010

## Галерея

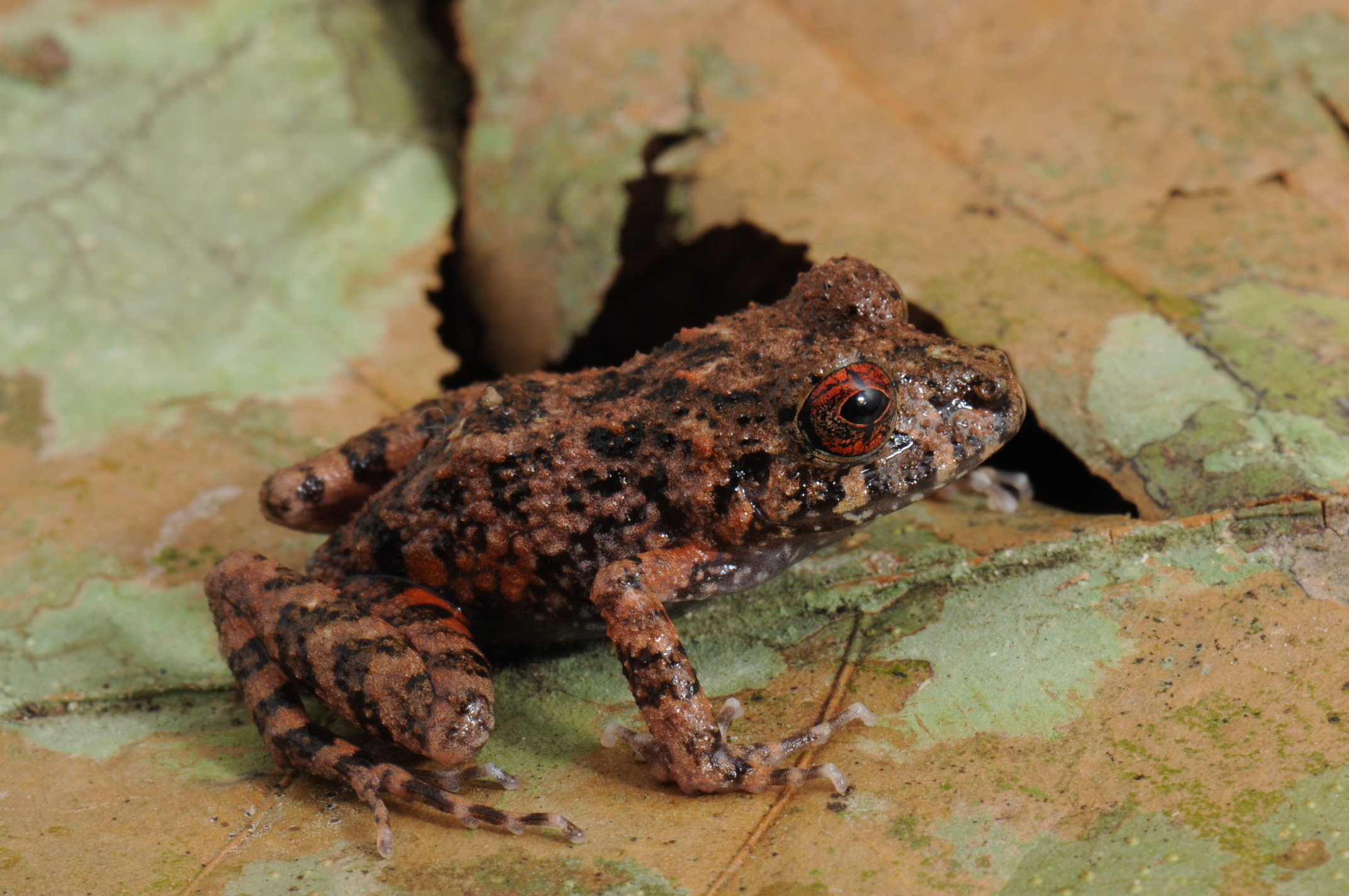
Ischnocnema verrucosa
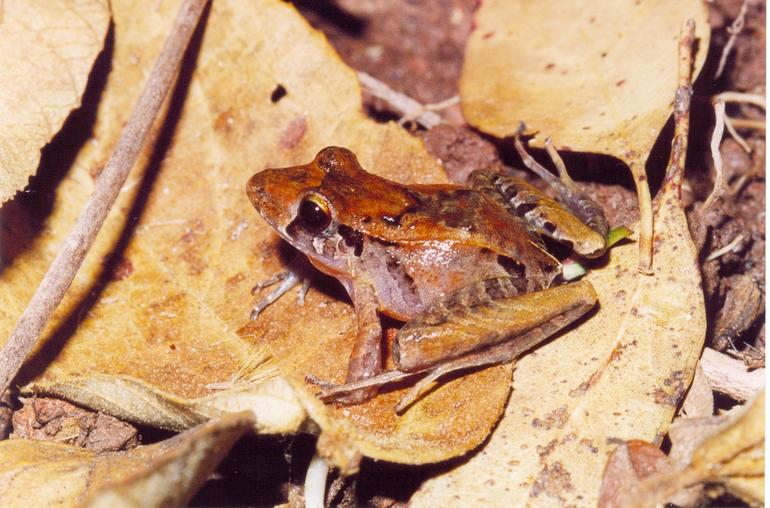
Ischnocnema izecksohni
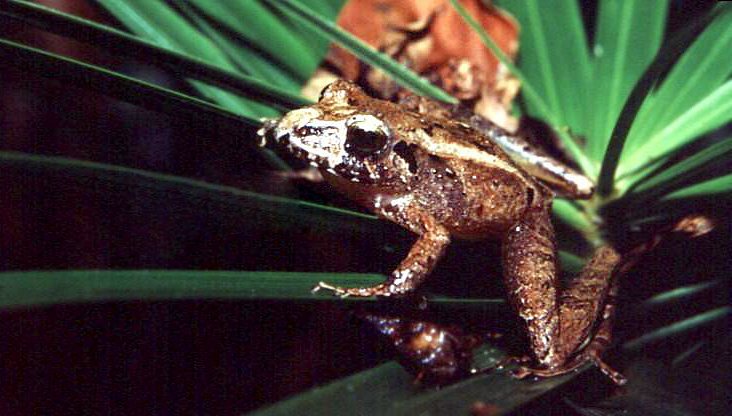
Листовая лягушка Гюнтера
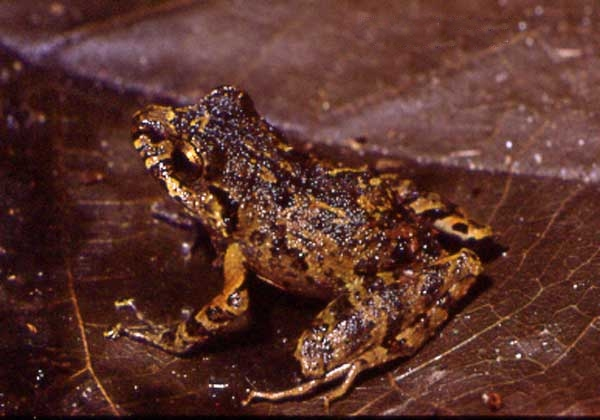
Ischnocnema manezinho